# Hermann Vogel (illustrateur français)
Pour les articles homonymes, voir Hermann et Vogel.
Ne doit pas être confondu avec Hermann Vogel (illustrateur allemand).
Hermann Asmus Nicolaï Vogel est un illustrateur et caricaturiste français d'origine allemande né le 1er juin 1856 à Flensbourg et mort le 10 octobre 1918 à Paris.

## Biographie
Originaire du duché de Schleswig, Hermann Vogel est le fils d'un brasseur de Hambourg, Christian Antoine Vogel. Il est obligé de quitter l'Allemagne à la suite d'un duel en 1879. Il s’installe à Paris et fournit de nombreux dessins et caricatures au journal Le Rire ou à L'Assiette au beurre. Il illustre des livres (Les Parceque et les Pourquoi d'Émile Desbeaux, Trente et Quarante, Contes de fées d'Edmond About), ainsi que des livres pour enfants comme Les Contes de Perrault ou l’Henri IV de Georges Montorgueil.
Il expose au Salon des artistes français à partir de 1884, et propose cette année-là quatre gravures pour la maison Quentin. Il devient ensuite membre de cette société à partir de 1909.
Son gag L'Arroseur (1887) d'une planche éditée par la Maison Quantin, qui montre un jardinier arrosant son jardin et victime du tour d'un enfant, fait partie de ceux, circulant à l'époque en France et en Allemagne, qui ont précédé et inspiré le scénario de L'Arroseur arrosé (1895) de Louis Lumière, considéré comme la première fiction du cinéma sur support photographique ,,.
Il réalise l'affiche du bal des Arts incohérents du 23 mars 1892 qui eut lieu au théâtre de la Porte-Saint-Martin. En 1906, il illustre chez P. Rouquette en compagnie d'Ernest Florian plusieurs ouvrages.
Hermann Vogel est le père de Lucien Vogel qui créa la Gazette du bon ton ainsi que le magazine VU, et le grand-père de Marie-Claude Vaillant-Couturier.

## Ouvrage illustré
- Pierre Maël, Le Forban noir, Paris, Librairie Hachette et Cie, 1911.

Œuvres de Hermann Vogel
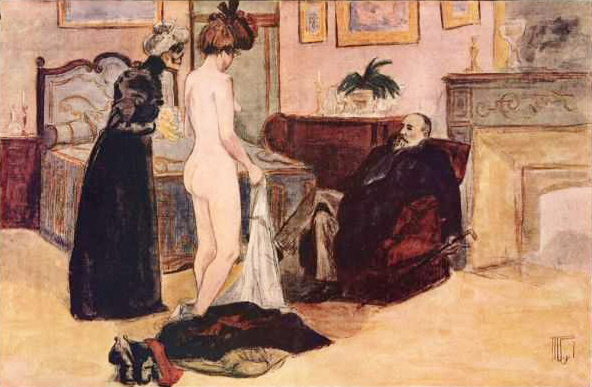
« Est-ce qu'elle vous plaît ? », illustration pour L'Assiette au Beurre.
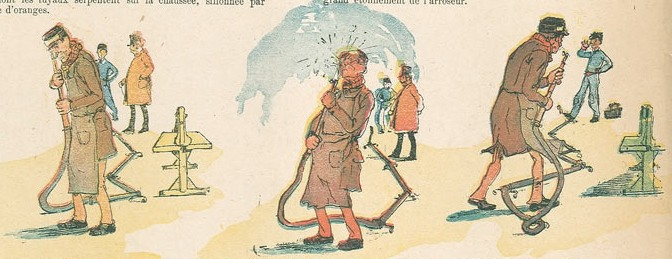
L'Arroseur (1887), détail d'une planche éditée par la Maison Quantin.